# Lejeunea magohukui
Lejeunea magohukui là một loài Rêu trong họ Lejeuneaceae. Loài này được Mizut. mô tả khoa học đầu tiên năm 1977.